# Busted (álbum de Cheap Trick)
Busted es un álbum de estudio de la banda estadounidense Cheap Trick, publicado en 1990 y producido por Richie Zito.

## Lista de canciones
1. "Back 'n Blue" (Taylor Rhodes, Robert A. Johnson, Rick Nielsen, Robin Zander) - 4:42
2. "I Can't Understand It" (Zander, Nielsen) - 3:29
3. "Wherever Would I Be" (Diane Warren) - 4:06
4. "If You Need Me" (Nielsen, Zander, Mick Jones,) - 4:45
5. "Can't Stop Fallin' into Love" (Nielsen, Zander, Tom Petersson) - 3:49
6. "Busted" (Nielsen, Zander) - 4:04
7. "Walk Away" (Petersson, Zander, Nielsen) - 3:41
8. "You Drive, I'll Steer" (Nielsen, Zander) - 4:33
9. "When You Need Someone" (Nick Graham, Rick Kelly, Nielsen) - 5:18
10. "Had to Make You Mine" (Petersson, Zander, Nielsen) - 3:16
11. "Rock 'n' Roll Tonight" (Roy Wood) - 4:56

## Posicionamiento
| Lista (1990)                   | Posición |
| ------------------------------ | -------- |
| Australia (ARIA)               | 36       |
| Canadá (RPM)                   | 27       |
| Estados Unidos (Billboard 200) | 48       |